# 波多西诺韦茨
波多西诺韦茨（羅馬化：Podosinovets）是俄罗斯基洛夫州的市级镇、波多西诺韦茨区行政中心，位于北德维纳河流域内尤格河及其支流普什马河交汇处，地处基洛夫州西北部，在州府基洛夫西北方，靠近该州与沃洛格达州的州界。北侧及东侧有同属一区的市级镇杰米扬诺沃及皮纽格。
该地2021年人口有3,537人；2010年人口4,029；2002年人口4,235；1989年人口4,378。